# Campuac
Campuac település Franciaországban, Aveyron megyében. Lakosainak száma 452 fő (2022. január 1.). Campuac Espeyrac, Golinhac, Saint-Félix-de-Lunel, Sébrazac és Villecomtal községekkel határos.

## Népesség
A település népességének változása:
| Lakosok száma | 494  | 510  | 496  | 447  | 444  | 445  | 451  | 451  | 457  | 452  |
|               | 1968 | 1982 | 1990 | 2006 | 2013 | 2015 | 2017 | 2019 | 2020 | 2022 |